# 空戰
空戰是利用軍用飛機和其它飛行器進行的航空作戰。空戰包含了利用轟炸機攻擊敵方部隊(戰術轟炸)或者敵方的民生生產單位(戰略轟炸)；戰鬥機之間戰鬥爭奪制空權；攻擊機執行空中密接支援攻擊地面目標；海軍航空戰力；滑翔機、直昇機運載空中單位例如傘兵；空中加油；以及運輸貨物和人員。現代空戰包含了導彈以及無人機。地面軍力可能會以對空武器回應敵方空中活動。

## 氣球的戰爭

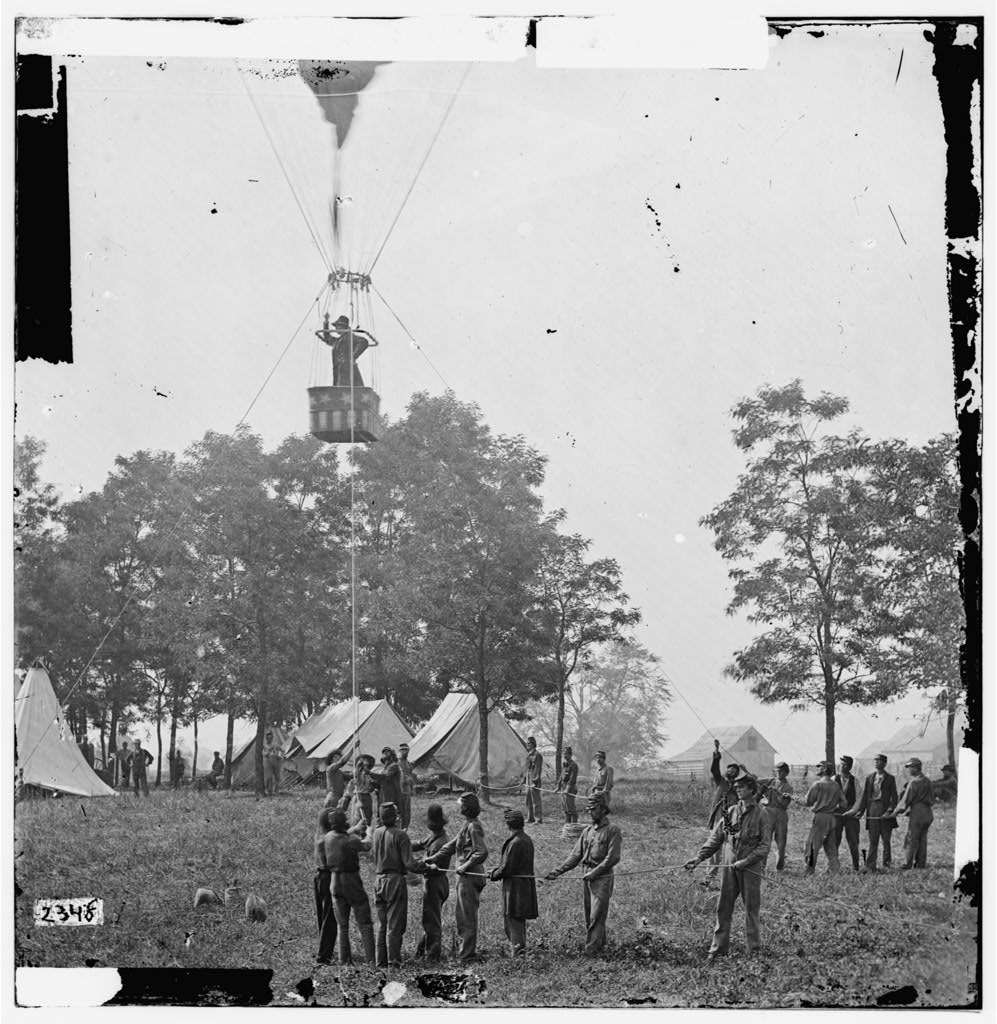
德丟·洛的氣球

在航空學的初期，氣球已經應用於一些小型戰爭。在1794年的弗勒侶斯戰爭中，第一個軍事用途的氣球－「企業號」（l'entreprenant）正式出現，法國空氣靜力學軍團利用它來獲取有利位置。 
在美國內戰期間，氣球都成了南北雙方獲得位於高處的有利位置來觀察戰場的手段。最初被認為是為了準備更好的地圖。有一次，德丟·洛（Thaddeus S. C. Lowe）教授的氣球成了向前火砲觀察員，在這個高度可以觀看「看不見的目標」，並利用一系列的旗子信號能召喚一個看不見的砲火基地開火。
其實，氣球也有它們的缺点。它們不能在壞天氣、濃霧或強風下起飛。它們常被風左右了方向，更成了很大的目標。聯軍氣球常受到炮火攻擊而最終跌落後方戰場。同盟军的氣球則面對更大的問題。由於禁運，他們未能進口印度絲綢－這種最佳的氣球外皮材料。他們只好使用縫紉服裝的絲綢材料來製造氣球。而里士滿這些城市則沒有膨脹氣體來製造氣球。
在接著的三十年來，軍用氣球不再出現。有推進力的軟式小型飛艇或飛船的發明使可膨脹的懸浮航空器更加有用。這就是為了在敵方上空投下命令的紙條。在第一次世界大戰期間，軍用懸浮航空器的扮演著其中一個角色，並且美國獨佔了氦氣市場，可讓充氣裝置在第二次世界大戰時更安全和更可靠。

## 奧地利空襲威尼斯
1849年8月22日，奧地利軍隊發動了第一次空襲，在威尼斯上空從熱氣球投擲燃燒炸彈。其實威尼斯自從維也納會議就屬於奧地利。可是在1848年，義大利的自由戰士宣告了「圣马可共和国」（Republica di San Marco）獨立。1849年8月，奧地利人重新征服了威尼斯。

## 美國南北戰爭

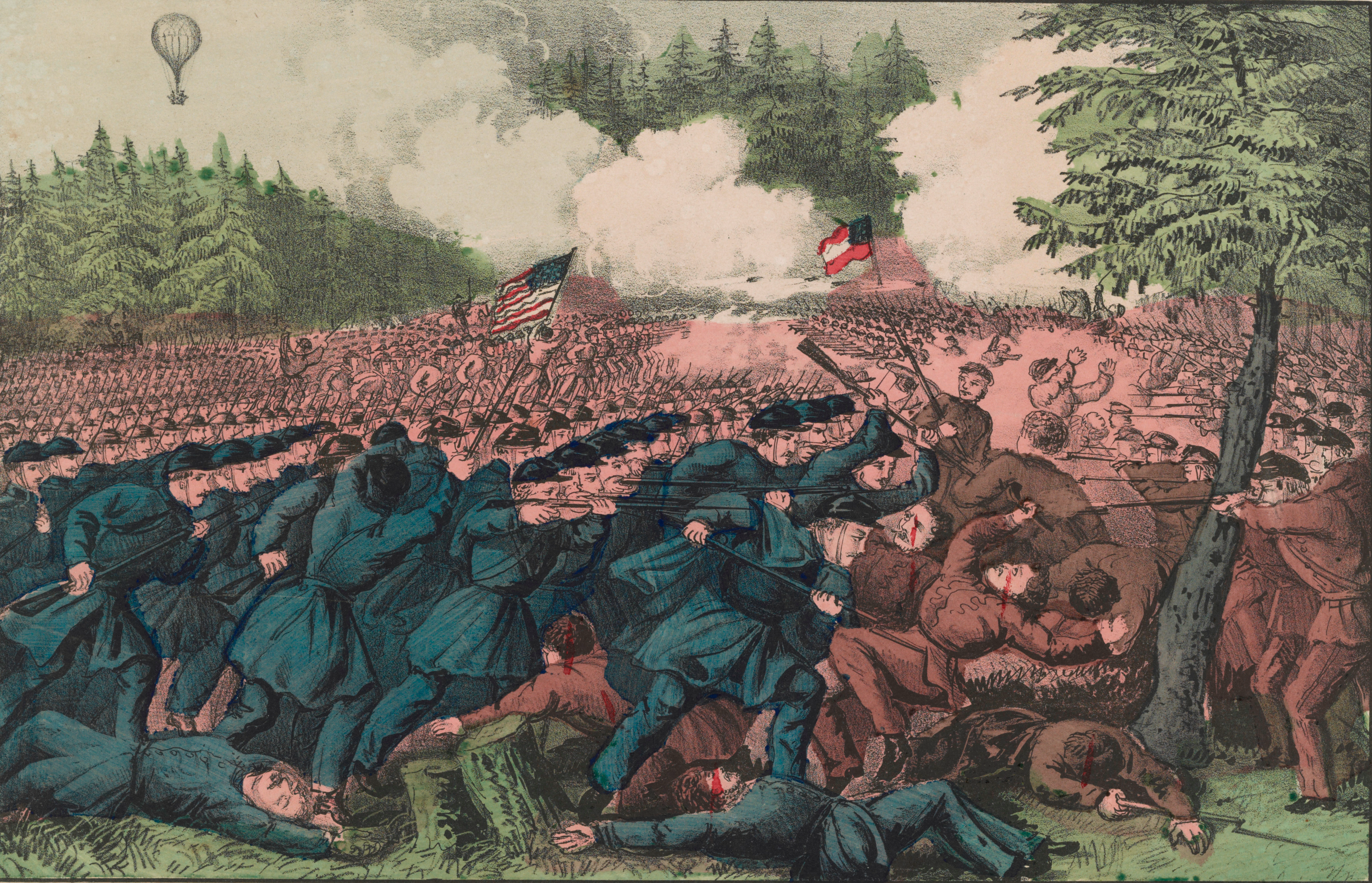
七松之役

美國內戰會是美國第一場利用航空學的戰爭。1861年6月，德丟·洛當時作為一位科學家／汽球員，放下了他在私營公司的工作，來為林肯提供航空員的服務。那個時候，林肯對空戰機制的想法感到興趣。他發放自己的氣球「企業號」作示範，「企業號」飛越華盛頓並且通過通信機給地面傳達一則消息，這樣足夠讓他介紹自己給地形學工程師的司令員。
德丟·洛的第一次行動在1861年7月的布爾朗戰役中被將軍爾溫·麥克道威及波托馬克河軍團所看見。他利用他的企業號前往敵軍聯邦軍的地方做了自由飛行觀察；但是他沒有辨認軍階或顏色；後來他被聯邦軍拉走，卻沒有人能認出他。他被迫登陸在敵對線之後，幸运地他在被敌人發現之前獲救。
在其他的示範中，德丟·洛被史密夫砲兵將軍（General W. F. Smith）召喚到可可然堡壘。德丟·洛升至某個高度來找出維珍尼亞州瀑布教堂市內的暴徒營地。他利用旗號來指揮砲兵向熟睡的暴徒開火。將軍說：「從氣球發出的信號能夠使我們的砲兵以準確的角度攻擊未能見到的目標。」
到了十月，他受命利用可攜式的氫氣生產器來建造四個氣球以作空中偵查。德丟·洛與其他傑出的美國科學家組織了聯邦陸軍熱氣球兵團（Union Army Balloon Corps）。除了以民間合約承包人身分工作外，便未曾收取佣金。航空人員很擔心在敵軍戰線被擊落，而民間的間諜行動都常會被判處死刑。因此，德丟·洛嚴格地指示使用繫鏈式飛行，即地面人員以繩索保持與熱氣球聯繫。為了在戰場上有很好視野，一般會把高度維持在一千呎至3.5里。
當年德丟·洛曾經建造七個熱氣球－「飛鷹號」、「憲法號」、「華盛頓號」、「無畏號」、「聯合號」、「精益求精號」及「美國號」。

## 第一次世界大戰之前
很多國家的陸軍都認為利用飛機來作觀察用途。海軍航空是十分渴求的。他們做了幾個測試，從船隻的彈射器發射水上飛機，並且由起重機拾回了。
美國海軍在20世紀初，已經對海軍航空方面感到興趣。在1910年至1911年，美國海軍做了個實驗來證明航空母艦為基礎的航空的可行性。1910年11月14日，在弗吉尼亞附近的漢普頓公路上，民間飛機駕駛員尤金·埃利從一個被安裝在美國海軍伯明翰號輕巡洋艦（USS Birmingham CL-2）的木平臺起飛了。在岸上幾分鐘後，他安全地登陸了。在幾個月以後，埃利證明了它是還可能登陸在船上。1911年1月18日，他登陸了在舊金山港口停泊的賓夕法尼亞號裝甲巡洋艦（USS Pennsylvania ACR-4）上設有的平臺。
第一次在實際戰爭中使用飛機是在1911年至1912年的義土戰爭，當時義大利人利用飛機進行了幾次偵察和轟炸任務。其中一次是義大利軍方的艾垂奇鴿式機於1911年10月22日在利比亞的黎波里投下兩公斤的炸彈。

## 第一次世界大戰
戰爭初期，雙方利用了被束縛的氣球和飛機來執行監察任務，一方面蒐集資訊，另一方面指揮砲火。為了防止敵方的監察，導致飛機駕駛員攻擊其它飛機和氣球。最初只在駕駛艙配備手槍等小型武器，後來發展至把機槍安裝在飛機艙上。當飛機在短距離發生混戰，便促使了操縱戰術的發展。雙方均利用了飛機來轟炸，掃射和投下宣傳單張。德國軍方則利用齊柏林飛船和以後的轟炸機，譬如Gotha在英格蘭上空投下炸彈。到了戰爭後期，飛機已經演變出專門的轟炸機、戰鬥機和偵察機。

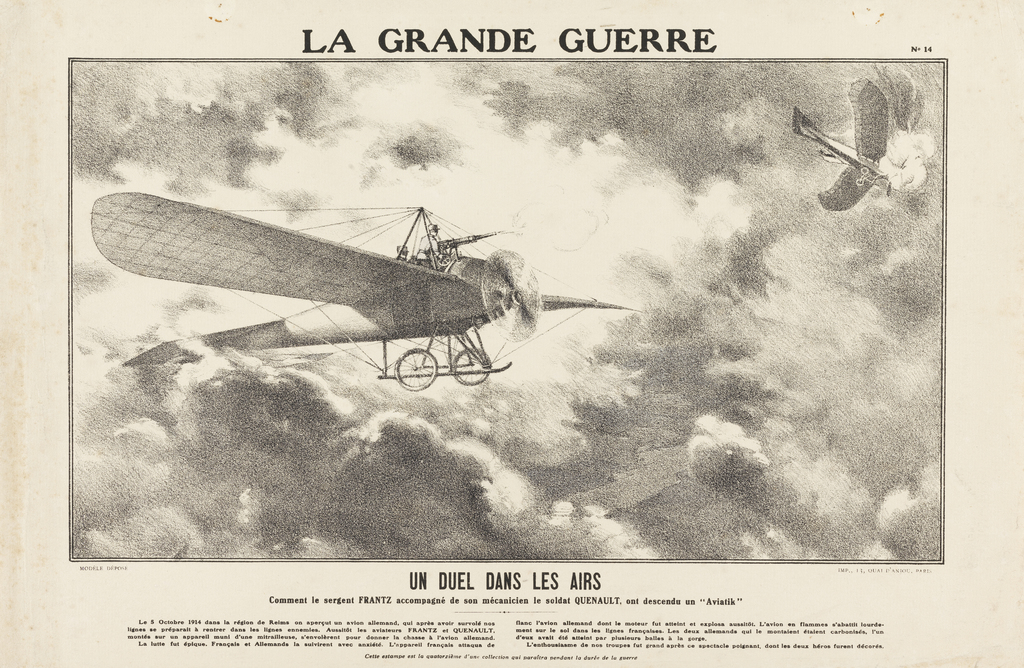
1914年10月5日空戰發生於法國蘭斯，為歷史上的第一次空戰

### 空中偵察
在戰爭初期，雙方集中在長距離的空中偵察。在戰爭過程中，慢慢建立了相片庫，最後成了相片偵察的基礎。正如戰前的偵察，鴿式機備配照相機和計時器，而瑞士的更備有氧氣罩。

## 兩次世界大戰之間
由1918年至1939年，飛機技術發展迅速。在1918年，大部分飛機都是雙翼，木質結構、帆布蒙皮、支撐用纜線和氣冷引擎。雙翼機一直是各國空軍的中流砥柱，在許多衝突中廣泛地使用，譬如西班牙內戰。很多工業國家也發展獨立的空軍。原是空軍的主力雙翼機在1939年開始被金屬結構單翼機所取代，常見的搭配還有應力蒙皮與液冷引擎。這些進步把最高飛行速度提高了兩倍，最大飛行高度提高了一倍（氧氣面罩成為必須的裝備），而轟炸機的航程與負載亦大大的增加。
有些理論家，尤其是英國的，認為飛機將會成了未來主要的軍事力量。他們想像未來的戰爭勝負有賴空軍全面摧毀敵方軍事及工業設施。義大利將軍《空權論》的作者杜黑（Giulio Douhet）是這個學派的代表。鮑德溫（Stanley Baldwin）也有類似的思想，他的名言是「轟炸機總會抵達。」（The bomber will always get through），意即數量足夠的轟炸機能夠通過一切防禦。
其他如美國將軍米契爾見到空軍能夠反擊水面艦隊攻擊的潛力。德國和英國飛行員在第一次世界大戰曾嘗試以炸彈與魚雷對船隻進行空襲，但是成果不明顯。然而戰列艦面對空軍的脆弱程度終於在1921年7月21日顯示出來。當時由米契爾指揮的轟炸機中隊擊沉了前德國戰艦東弗里斯蘭號戰艦（SMS Ostfriesland）。
自從第一次世界大戰終戰後，德國被禁止擁有一支龐大的空軍。德軍仍繼續秘密地訓練飛行員，直到希特勒準備好公開違抗禁令為止。另一方面，飛機常常在殖民地上使用。例如：義大利在1935年的意阿戰爭中，利用飛機向阿比西尼亞平民投擲毒氣彈。

## 第二次世界大戰
在第二次世界大戰中，軍事航空變得很重要。當時飛機提高了的效能、射程、負載代表空中力量已經超越了當初在第一次世界大戰的新穎應用，成了所有參戰國家的攻擊主力。在戰爭過程中，空中力量所扮演的好幾個不同角色慢慢浮現。

### 歐洲戰事

#### 戰爭序幕－德國閃電戰

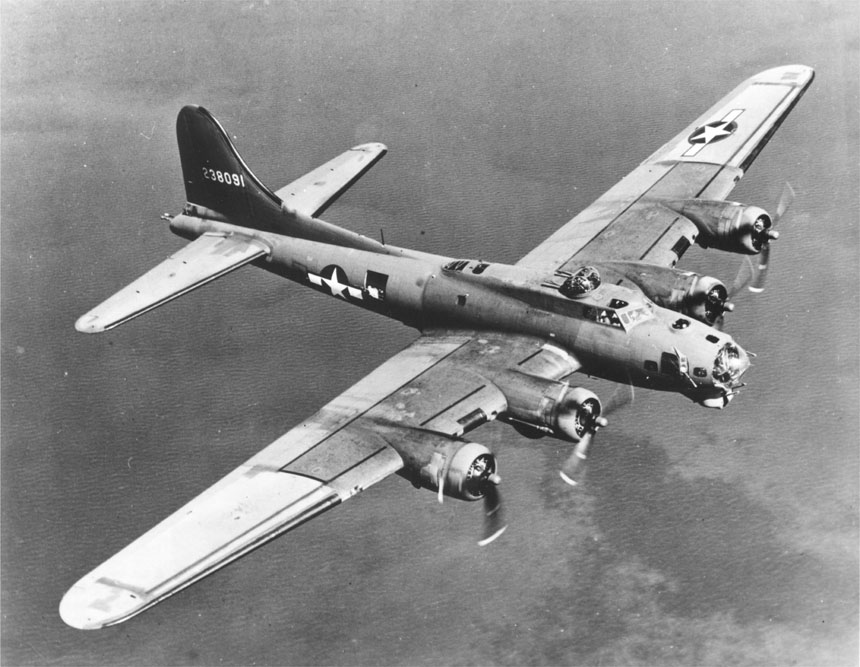
B-17轟炸機

第二次世界大戰歐洲戰場在德國入侵波蘭時展開了序幕，德國空軍的首要目的就是獲得波蘭的制空權來支持他們閃電戰行動中的地面部隊。德國空軍將西班牙內戰學習的經驗第一次運用在大規模戰爭上。
1939年在行動代號白色方案中，兩支德國空中集團軍（Air Fleet）參與攻擊波蘭。在戰爭的首幾個小時，德軍已經成功利用俯衝轟炸機摧毀重要地面目標。這是第二次世界大戰的第一次攻擊。同樣地在戰爭最初的幾個小時，偉倫市的四分之三的地方被炸毀，1200名平民被殺。

#### 戰爭末期－對柏林的轟炸
1940年不列顛戰役堪稱史上最大空戰。
英國皇家空軍對德國城市的襲擊開始於1940年5月12日晚上，由35架轟炸機攻擊門興格拉德巴赫。不久，他們重複攻擊德國城鎮，單單襲擊柏林已經多達八次。德軍以9月7日對倫敦襲擊及11月15日對考文垂攻擊來報復。1940年末，英國皇家空軍開始發動十分大規模的攻擊，雖然未作地面攻擊，但地毯式轟炸造成許多平民死亡。當法國被德國佔領後，英國在歐洲大陸沒法進行軍事活動，空中突擊成了唯一攻擊德國的方法。

### 太平洋戰事

#### 太平洋的空中戰爭

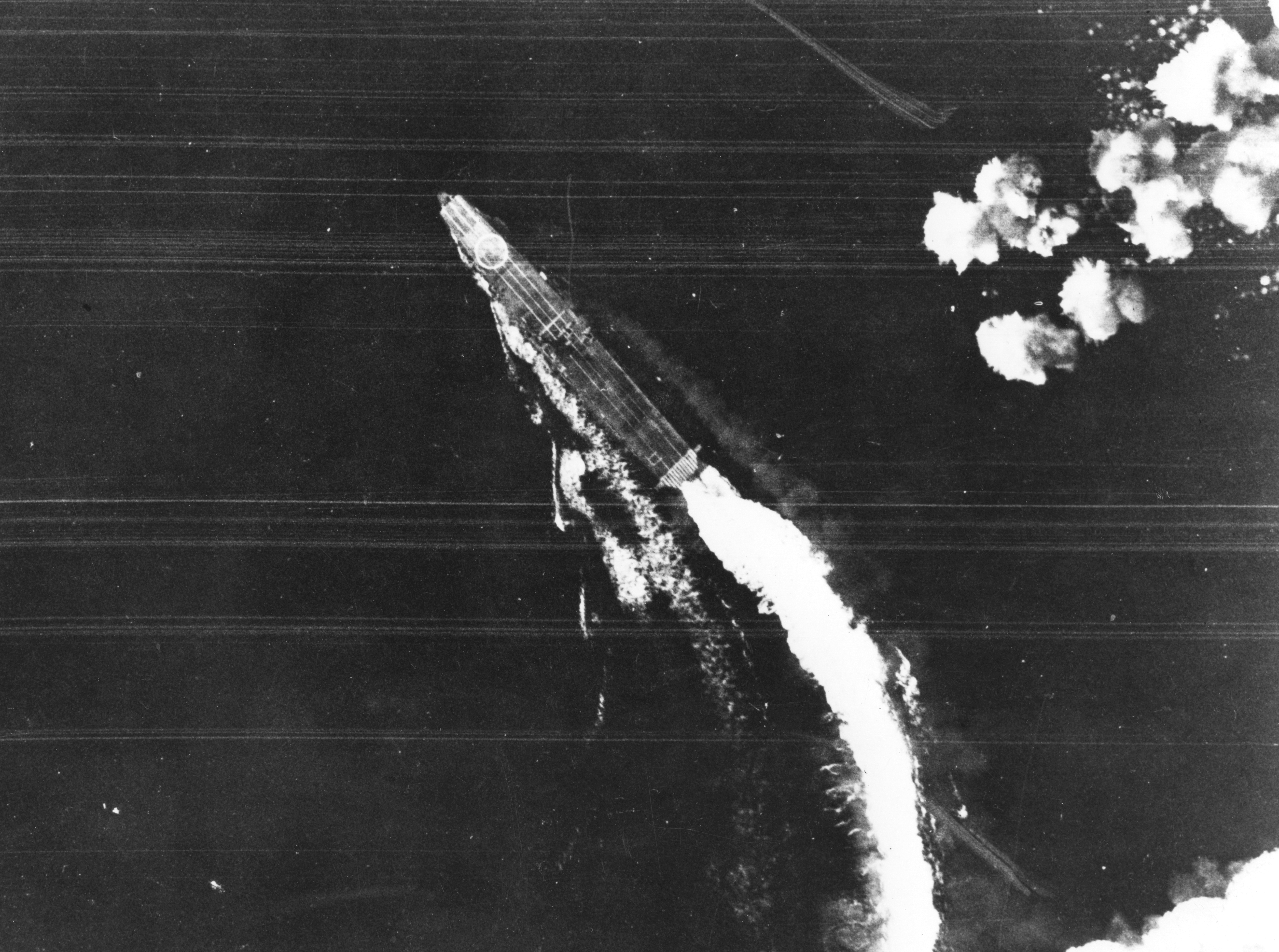
日軍航空母艦飛龍號遭到美國B-17型轟炸機轟炸

在太平洋戰爭中，空中戰爭徹底改變了海上戰爭的方式，利用大量的空降方式把戰爭延伸到大小湖泊與河流。因為很多戰區深入熱帶雨林，調動軍隊及重型武器十分困難。日本與美國維持大量的航空母艦以使當目標還未消失前快速派遣飛機攻擊目標。這種策略就是參考了偷襲珍珠港的模式。魚雷轟炸機已經可以作遠程攻擊而艦炮越來越笨重，戰艦、巡洋艦慢慢失去了存在的意義。
在1942年5月的珊瑚海戰役中，第一次航母對戰，雙方艦隊第一次在視線距離外進行海戰，第一次雙方戰艦沒向敵軍戰艦開火。後來，美日的航空母艦於一個月後在中途島再次相遇。由於在航空母艦的調配有所分別，雙方馬上認識到航空母艦的軍事價值。日本雖然派出6艘航空母艦，但只有4艘航空母艦、11艘戰艦、16艘巡洋艦、53艘驅逐艦及248架戰機參與戰鬥，最終日軍被3艘美國航空母艦、15艘驅逐艦及360架戰機所擊敗。自此之後，日本海軍在太平洋失去了海上的優勢。

#### 對日本的轟炸
1942年，美國陸軍航空隊的中型B-25轟炸機從海軍的航空母艦上起飛，對東京展開了杜立德空襲，這是美國第一次對日本本土的轟炸行動。1944年B-29轟炸機曾經短暫使用中國的機場轟炸日本。1945年佔領馬里亞納群島之後，對日本的戰略轟炸改由此出動。1945年3月的東京大轟炸是第二次世界大戰中大規模戰略轟炸。3月10日的6小時轟炸中，有18萬5千名平民死亡，26萬棟房屋被毀。很多以木材興建的古老房屋被大火焚毀。

### 作戰方式

#### 戰略轟炸
對平民的戰略轟炸是意大利空權理論家朱利奧·杜黑首次提出。在他的著作《制空論》，他認為未來的軍事領袖可以利用繞過敵軍來空襲脆弱的平民，那就避免第一次世界大戰式血腥的戰壕僵局。他相信這些攻擊將造成這些人口暴動起來，推翻其政府停止轟炸。

#### 军事运输的航空和空降部隊的利用
軍事運輸航空在各方面都是無價，如保持地面部隊的供應和通訊，顯著如在天王星作戰後為斯大林格勒周圍的德國部隊補給，還有利用空降部隊。自從紅軍在三十年代初首次示範使用空降部隊，許多歐洲國家和日本也組織空降兵團並且於各個戰場廣泛地使用。不過在突擊靜態部隊方面取得有限的成效和顯著失敗。除了市場花園行動美英在西部戰線大量使用空降部隊，大多數空降部隊在戰爭末期只擔任輕步兵。

#### 海軍航空
在第二次世界大戰的海戰中，戰鬥機與航空母艦第一次變得重要。例如以下戰役：
- 塔蘭托戰役
- 珍珠港戰役
- 馬來亞海戰：威爾斯王子號及卻敵號的沉沒是第一次全由戰機所摧毀的航行中的主力艦
- 珊瑚海海戰，雖然雙方戰艦沒有看見對方，但所有戰鬥全由戰機負責。這是軍事上的第一次。
- 中途島海戰，美國戰機擊沉四艘日本航空母艦
- 俾斯麥海海戰：美國與澳洲的分遣艦隊摧毀了日本在1943年派駐新幾內亞的艦隊
- 菲律賓海海戰
- 雷伊泰灣海戰：歷史上最大的海戰。

## 冷戰
軍事航空在冷戰中擔任重要的角色。冷戰見證了戰鬥機幾乎全部轉換為噴射機。噴射引擎為飛機大大提升速度和高度。直到洲際彈道飛彈出現前，世界大國都依靠高空轟炸機來運送他們新發展的核武，現在各個國家都努力開發能夠攔截飛彈的轟炸機和高空戰鬥機的技術。對於美國和蘇聯，空中優勢的概念開始在戰機設計中充當一個重的角色。
為了收集情報，美國人開發並且廣泛使用高空偵察機。U-2偵察機及後來的SR-71黑鳥式偵察機就是極度秘密地發展出來的。因為U-2偵察機的偵察高度非常高，預期它能夠避免防禦措施所傷害。因此當一架由加里·鲍尔斯駕駛的U-2偵察機被蘇聯SA-2地對空飛彈擊落時，讓人对U-2击坠事件感到震驚，後來美國改與中華民國空軍合作成立黑貓中隊，對大陸重要政軍據點進行高空偵照，另外成立黑蝙蝠中隊進行電子作戰，紀錄大陆中国人民解放军雷達裝備參數。空中作戰隨著導航技術發展及射程改善慢慢轉為利用空對空飛彈。
在70年代及80年代，轟炸機的速度及高度不足以抵抗空防力量。因此焦點轉移到以低空飛行的攻擊機上，因為它能夠在幾百呎低空飛行來躲開雷達。

## 韓戰

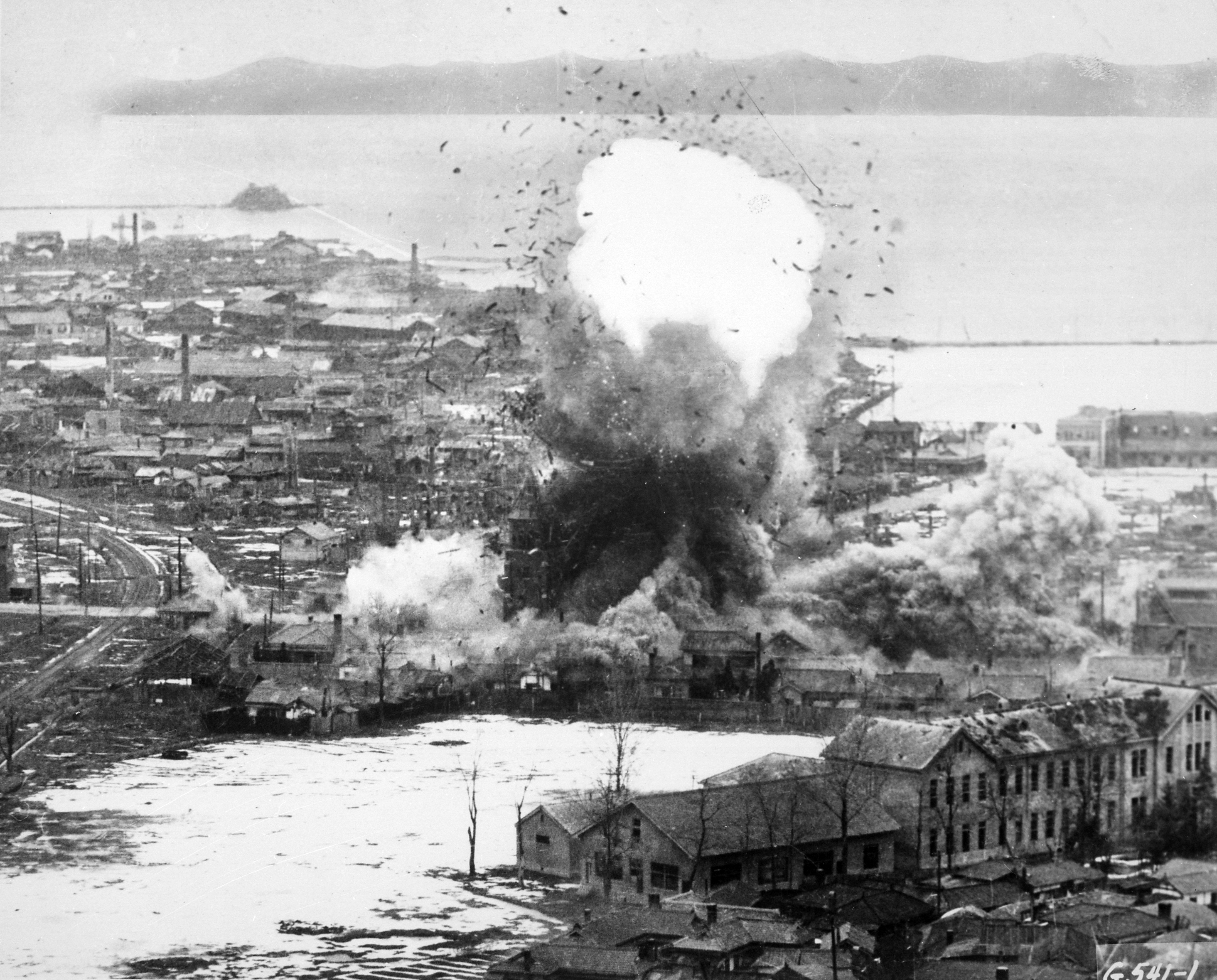
1951年B-26轟炸機投下的炸彈攻擊在元山的軍營及海港設施

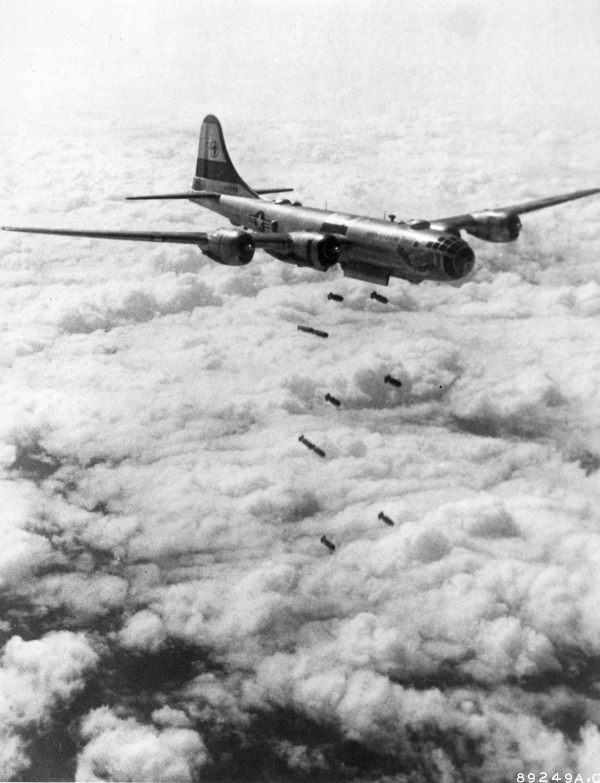
在朝鮮半島上空的B-29轟炸機

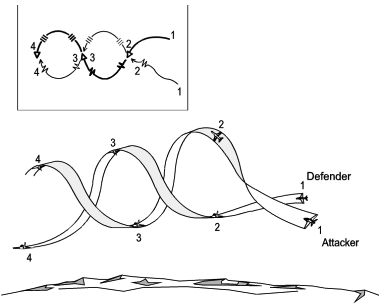
近距空戰的滾筒戰術

在1950年爆發的韓戰成了當時蘇聯及美國空軍軍備的實驗場所。當時美國以聯合國任務為名義支持朝鮮半島南部的大韓民國，而蘇聯則以軍機、導師及飛機員來暗中支持半島北部的朝鮮民主主義人民共和國。
戰爭期間，大量的螺旋槳戰鬥機由噴射式戰鬥機所取代。1950年11月10日，噴射式戰鬥機第一次對戰，F-80向米格-15開火。同年，日本開始為美軍提供了大量的凝固汽油彈貯油器。1952年8月8日，美軍曾經在平壤以南35里投下12000加侖的凝固汽油彈以減低北朝鮮的攻擊能力。

## 越戰
1965年爆發的越戰是美國戰爭歷史上最具破壞性的轟炸的開端。橙劑及凝固汽油彈被廣泛使用。很多令人憂傷的轟炸任務都波及平民身上。雖然凝固汽油彈以2000度攝氏燃燒，但不是對所有受襲人士帶來即時死亡。由於凝固汽油可以附著人體燃燒，所以倖存者的大部分肢體都被燒至變形。當時僅僅在越戰所投下的炸彈已經超過二次大戰時期的數量。